# Jorunn Hareide
Jorunn Hareide, född 15 september 1940 i Skien, är en norsk litteraturvetare.
Hareide blev filosofie doktor 1980 med avhandlingen Høyt på en vinget hest. En studie i drømmer og syner i Aksel Sandemoses forfatterskap, som publicerats i bokform 1976. Hon tjänstgjorde som professor i nordisk litteratur vid Universitetet i Trondheim från 1983 till 1993. Sedan 1993 är hon professor vid Universitetet i Oslo.
Hareide har publicerat bland annat en studie över Dikken Zwilgmeyers författarskap, Protest, desillusjonering, resignasjon (1982) och antologin Norske kvinnetekster 1600–1900 (1992). Till hundraårsjubileet av Aksel Sandemoses födelse utgav hon Diktning som skjebne: Aksel Sandemose (1999). Hon var medredaktör och -författare till Norsk kvinnelitteraturhistorie (3 band, 1988–1990) och medredaktör till en antologi om norsk dramatik Tendensar i norsk dramatikk (2004). Dessutom redigerade och kommenterade hon brevväxlingen mellan Georg Brandes och Magdalene Thoresen (2002).